# Genay (Côte-d'Or)
Genay es una comuna y población de Francia, en la región de Borgoña, departamento de Côte-d'Or, en el distrito de Montbard y cantón de Semur-en-Auxois.
Su población en el censo de 1999 era de 339 habitantes.
Está integrada en la Communauté de communes du Sinémurien.

## Demografía
| 278 | 294 | 279 | 294 | 308 | 339 |
| Para los censos de 1962 a 1999 la población legal corresponde a la población sin duplicidades (Fuente: INSEE [Consultar]) |     |     |     |     |     |